# Öltagebuch
Im Öltagebuch werden sämtliche Öl- und Brennstoffbewegungen innerhalb eines Schiffes und zwischen Schiff und Umwelt einschließlich anderen Schiffen und Hafenanlagen aufgezeichnet. Der Name Öltagebuch ist die deutsche Übersetzung des international genormten Begriffs Oil Record Book. Form und Inhalte sind durch weltweit gültige Bestimmungen festgeschrieben. Es muss in der Sprache des Flaggenstaats geführt werden.

## Begriffe und Geltungsbereich
Ölbewegungen an Bord sind:
- Abgabe von Bilgenwasser über Entöler über Bord,
- Auffüllen der Brennstofftanks, wie Setztanks von Doppelbodentanks,
- Befüllen von Brennstofftagestanks durch Separatoren,
- Bunkern von Brennstoff,
- Altölabgabe im Hafen,
- ungewollte Freisetzung von Öl in die Umwelt in Folge von Betriebsstörungen.

In Deutschland ist das Öltagebuch für nahezu alle Seeschiffe und Binnenschiffe vorgeschrieben. Der Geltungsbereich geht weit über den des Oil Record Books hinaus. Letzteres ist durch internationale Verträge erst bei Handelsschiffen ab 400 t Bruttoraumgehalt und Tankern ab 150 t Bruttoraumgehalt vorgesehen. Die deutschen Verordnungen zur Umsetzung nehmen auf die internationalen Verträge Bezug und übernehmen die Regeln ohne Änderungen, dehnen sie jedoch auf kleinere Schiffe aus.

## Zweck und Beschreibung
Das Öltagebuch soll belegen, dass kein Öl auf See über Bord gepumpt wurde und dass mindestens drei Prozent des gebunkerten Brennstoffs als Altöl beglaubigt an Entsorger abgegeben wurden.
Das Öltagebuch ist ein Berichtsheft, dessen Seiten einem tabellarischen Vordruck entsprechen. Heute ist es möglich das Oil Record Book entweder in seiner ursprünglichen Papierform, als auch elektronisch zu führen. Es wird zeilenweise mit Informationen zu Ereignissen befüllt, die Öl im weitesten Sinne an Bord eines Schiffes betreffen. Zweck ist die lückenlose Dokumentation des Umgangs mit Öl. Die zu erfassenden Inhalte sind in MARPOL 73/78, Annex I, Regulation 20 genau beschrieben.
Auf den ersten Seiten sind stets Instruktionen zur Verwendung abgedruckt, sowie eine Auflistung von typischen Einzelinformationen, die aufzeichnungswürdig sind. Jedem Informationselement ist in dieser Auflistung eine Positionsnummer zugeordnet. Die unterschiedlichen Einzelinformationen sind zudem in Gruppen zusammengefasst, die bestimmte Ereignisse oder Tätigkeiten im Umgangs mit Öl bezeichnen. Jeder dieser Gruppen ist ein Code-Buchstabe zugeordnet. Ein Element aus dieser Auswahlliste hat somit stets einen Codebuchstaben und eine Positionsnummer. Manche Elemente haben noch Unterelemente.
So kennzeichnet z. B. das Element B 9.2 das Entladen von ölverschmutztem Ballastwasser aus Öltanks in eine Auffangeinrichtung. Das eigentliche Ereignis ist der Code B, also das Entladen von ölverschmutztem Ballastwasser. Der Punkt 9 enthält die Methode des Entladens, wovon der Unterpunkt 2 die Auffangeinrichtung als Methode festlegt.
Auf die vorgedruckten Instruktionen und Festlegungen der Codes folgt der tabellarische Teil. Er ist in lediglich vier Spalten aufgeteilt.
1. Datum
2. Codebuchstabe
3. Nummer der Einzelinformation
4. Eintrag oder Unterschrift des verantwortlichen Offiziers

Der Inhalt der Einleitung, sowie die Form des tabellarischen Teils sind in MARPOL 73/78, Annex I, Appendix III exakt festgelegt.
Ebenso existiert auf Tankschiffen ein zusätzliches Öltagebuch, in dem ausschließlich alle Vorgänge an Bord eines Tankschiffes aufgezeichnet werden, die die Ladung betreffen. Es handelt sich hierbei um den sogenannten zweiten Teil des Oil Record Book. Dazu gehört zum Beispiel, wo wie viel Ladung übernommen und wo wieder gelöscht wurde, wie die Schiffstanks gereinigt wurden und was mit den Waschrückständen passierte. Der Aufbau des zweiten Teils ist mit dem ersten Teil identisch, lediglich die verwendbaren Buchstabencodes und Ziffern unterscheiden sich.

## Einträge
Da jede Information eine eigene Zeile im Buch erhält, und zu vielen Ereignissen und Tätigkeiten mehrere Informationen zu erfassen sind, werden in der Regel mehrere Einträge zu einem Ereignis erfasst. Die erste Zeile einer Tätigkeit oder eines Ereignisses muss immer vollständig mit Datum, Codebuchstaben, Nummer und erfasster Information erfolgen. Die weiteren erfassten Informationen werden darunter konsekutiv und zeilenweise erfasst, das Datum und der Codebuchstabe muss dann nicht mehr eingetragen werden. Es ergibt sich somit in der Regel ein Block mit mehreren Zeilen, wovon die erste das Datum trägt. Unter der letzten Zeile der Operation wird der Block durch die Unterschrift des Kapitäns in der vierten Spalte abgeschlossen. Die Unterschrift muss erneut mit Datum versehen werden.
Weitere Regeln für Einträge sind:
- Fehlerhafte Einträge sind mit einer geraden Linie durchzustreichen und müssen mit der Unterschrift des verantwortlichen Offiziers versehen werden.
- Einträge sind mit dokumentenechter Tinte zu machen (elektronische Systeme müssen vergleichbare fälschungssichere Aufzeichnungen erlauben).
- Einträge sollen unmittelbar im Anschluss an Tätigkeiten erfolgen und zwar durch die damit befassten Offiziere.
- Mit Einträgen gefüllte Seiten müssen abschließend durch den Kapitän unterzeichnet werden.
- Oil Record Books müssen mindestens drei Jahre als Nachweis aufbewahrt werden.

Auch die Methodik der Eintragungen ergeben sich aus MARPOL 73/78, Annex I, Appendix III.

## Geschichte und rechtliche Grundlage
Als Folge von großen Ölkatastrophen, namentlich des Unfalls der Torrey Canyon wurde 1973 die International Convention for the Prevention of Pollution from Ships verhandelt und unterzeichnet. Sie enthielt bereits Maßnahmen zur Verhinderung von Ölverschmutzungen. Auf Grund des langwierigen Ratifizierungsprozesses trat diese  Vereinbarung jedoch nicht mehr in Kraft, bevor die Nachfolgevereinbarung MARPOL 1978 unterzeichnet wurde. MARPOL enthält im Annex I eine verbindliche Beschreibung des Oil Record Books. Seither wurden die Anforderungen an das Oil Record Book mehrfach verfeinert und erweitert.
MARPOL ist heute von 156 Flaggenstaaten ratifiziert und damit für fast alle Seeschiffe verbindlich. Die Flaggenstaaten haben die Regelungen aus MARPOL durch Gesetze und Verordnungen in eigenes Recht umzusetzen.
In Deutschland geschieht dies im Wesentlichen durch die See-Umweltverhaltensverordnung. §4 bezeichnet das Oil Record Book als Öltagebuch, verweist aber auf die Regelungen in MARPOL. Verstöße gegen die Aufzeichnungspflichten und Handlungsvorschriften aus MARPOL kennzeichnet die Verordnung als Ordnungswidrigkeiten. Tatsächlich stattgefundene Umweltverschmutzungen werden nach deutschem Recht jedoch auch strafrechtlich verfolgt, nur beziehen sich diese Gesetze nicht auf MARPOL.